# Katalog Tycho
Katalog Tycho (TYC), později nazývaný také Tycho-1 katalog (TYC1), obsahuje výsledky astronomického mapování hvězdné oblohy, které provedla astrometrická družice Hipparcos v letech 1989 až 1993.
Publikace výsledků mise Hipparcos v roce 1997 přinesla průlom v oblasti astrometrie:
- Družice Hipparcos změřila souřadnice hvězd, paralaxy a vlastní pohyby 118 000 hvězd s dosud nevídanou přesností (přibližně 0,003″/rok nebo 0,002″/rok). Tyto údaje byly zahrnuty do Hipparcosova katalogu.
- Druhý přístroj na palubě družice proměřil 1 058 332 hvězd s přesností ±0,02″. Tyto údaje tvoří základ Tychova katalogu, který je 20–50krát přesnější a obsahuje čtyřikrát více hvězd než dřívější hvězdné katalogy.

V roce 2000 byl zveřejněn Tycho-2 katalog (TYC2), obsahující 2 539 913 hvězd, což zahrnuje 99 % hvězd až do 11. magnitudy. Tyto údaje vycházejí ze stejné datové sady jako původní Tycho katalog.
Tychův katalog je volně dostupný a umožňuje přesné a poloautomatické zaměřování objektů na obloze pomocí dalekohledů a CCD kamer.

## Obsah katalogu Tycho
Tychův katalog obsahuje:
- Polohy hvězd s přesností ±0,02″,
- Informace o jasnostech hvězd v různých pásmech,
- Vlastní pohyby hvězd.

## Význam názvu
Katalog je pojmenován podle dánského renesančního astronoma Tychona Braheho, který proslul přesnými měřeními poloh hvězd a planet ještě před vynálezem dalekohledu.